# Дом Артистов
Дом Артистов (Жилой дом с магазинами) — жилой дом в Екатеринбурге, расположен на углу Проспекта Ленина и Красноармейской улицы.
Строился в основном Театром музкомедии и был заселён артистами и театральными деятелями Екатеринбурга, отсюда его название. Здание является объектом культурного наследия регионального значения, по Постановлению Правительства Свердловской области от 28.12.2001 г. № 859-ПП.
5-этажный кирпичный полнометражный жилой дом из 5 подъездов на 65 квартир. Отличаются большие квартиры в угловых, 3-м и 4-м подъездах: 3-комнатные площадью 82—84 м² и 4-комнатные — 102—105 м².

## История
В 1873 на пересечении Главного проспекта и Солдатской улицы (нынешних проспекта Ленина и Красноармейской улицы) была возведена Лютеранская церковь с двумя колокольнями. В конце 1930-х годов её снесли и начали возведения жилого здания. В годы войны строительство было приостановлено. В послевоенные годы строительство завершал театр Музкомедии, при деятельном участии его директора Г. И. Кривицкого. Строительство завершалось поэтапно, начиная с первого подъезда (крыло по ул. Красноармейской), окончательно дом был сдан в 1954. В 1967-68 к западному торцу здания был пристроен жилой дом № 44, окна квартир 5 подъезда, выходящие на запад были заложены.
Дом был заселён артистами и театральными деятелями из всех городских театров. Наиболее известные, актёры театра драмы, народные артисты России В. Д. Мелехов, Л. Д. Охлупин с семьёй, в том числе сыном, народным артистом России И. Л. Охлупиным, и заслуженный артист РСФСР К. П. Максимов. Народный артист СССР, главный режиссёр Театра музкомедии В. А. Курочкин с супругой — заслуженной артисткой РФ В. Г. Евдокимовой, народный артист России В. Г. Сытник, артисты Оперного театра, народные артисты РФ Я. Х. Вутирас, и М. Л. Минский, дирижёр театра Е. В. Колобов, впоследствии основатель Московского театра «Новая Опера», который назван его именем, семья директора театра М.Ганелина. Диктор советского телевидения Тамара Останина.
Впоследствии многие артисты переехали, в 2009 году здесь проживали одна из первых жителей заслуженный работник культуры РФ Р. С. Соснина, заслуженная артистка РФ В. М. Пимеенок, народный артист РФ, главный режиссёр Театра музкомедии К. С. Стрежнев с семьёй.
Здесь также жил организатор уральской экономической науки профессор В. И. Олигин-Нестеров.
Долгие годы на первом этаже находились Булочная-кондитерская (№ 78 СвердХлебТорга), магазин «Подарки» (№ 7 Свердгорпромторга), и магазин полуфабрикатов № 2 ресторана «Большой Урал», с росписью и лепниной на потолках.
На здании установлены памятные доски «Дом жилой с магазинами» и Лютеранской церкви (в 2000-е годы). На крыше дома в 2010 г. уличным художником Тимофеем Радей сделана надпись «Спасибо, Юра ! Космос наш !».

Архитектурные элементы
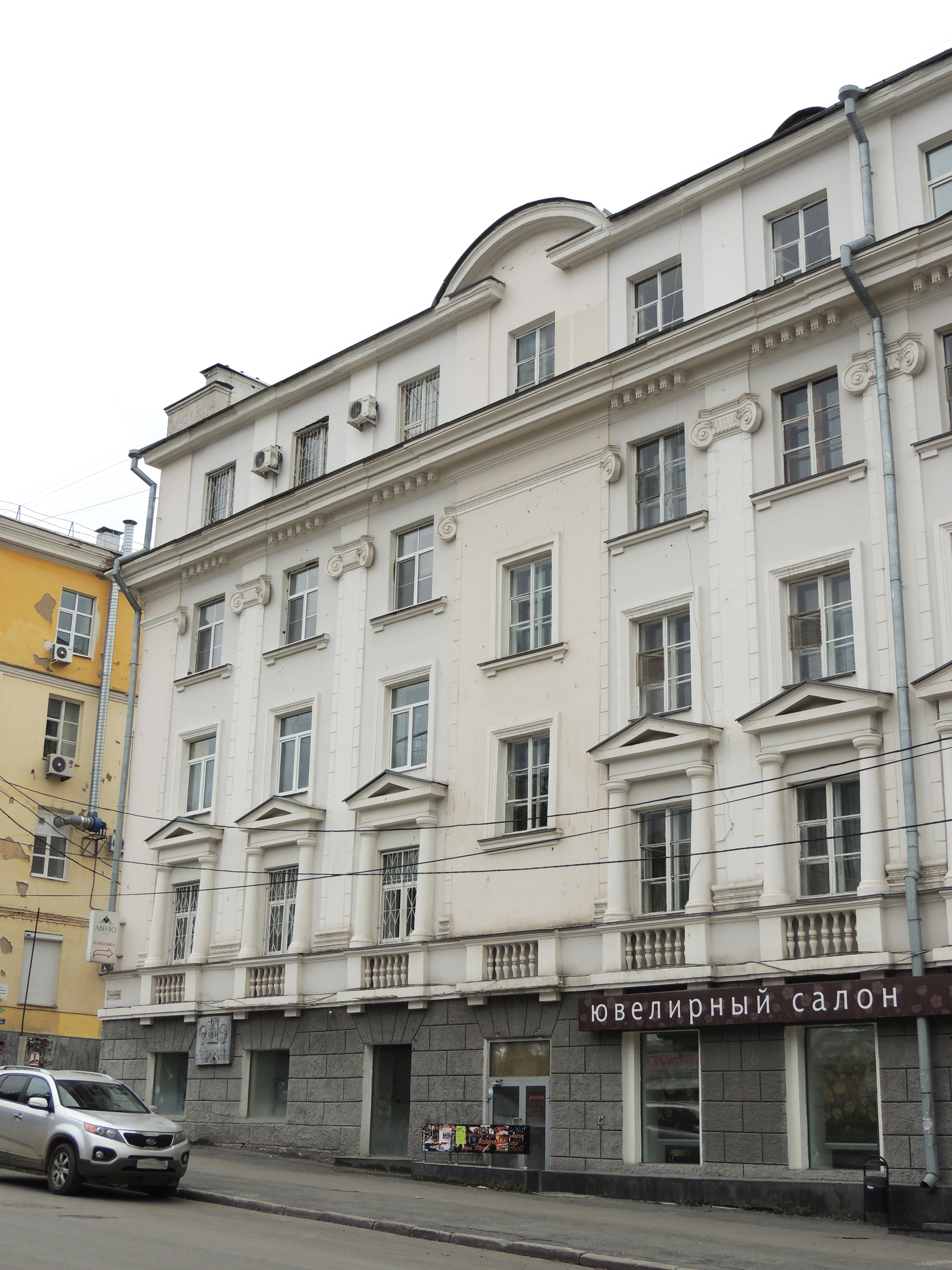
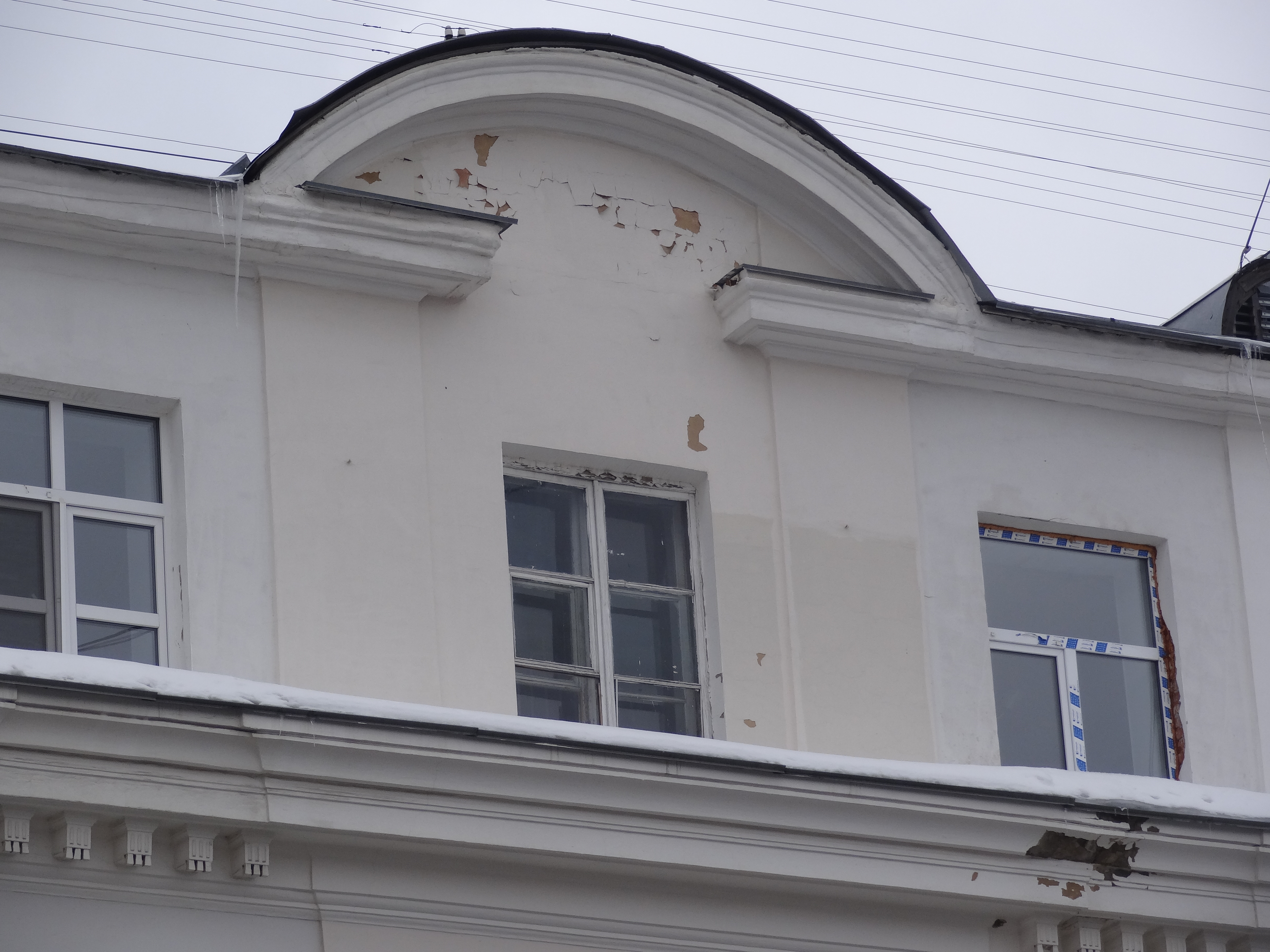
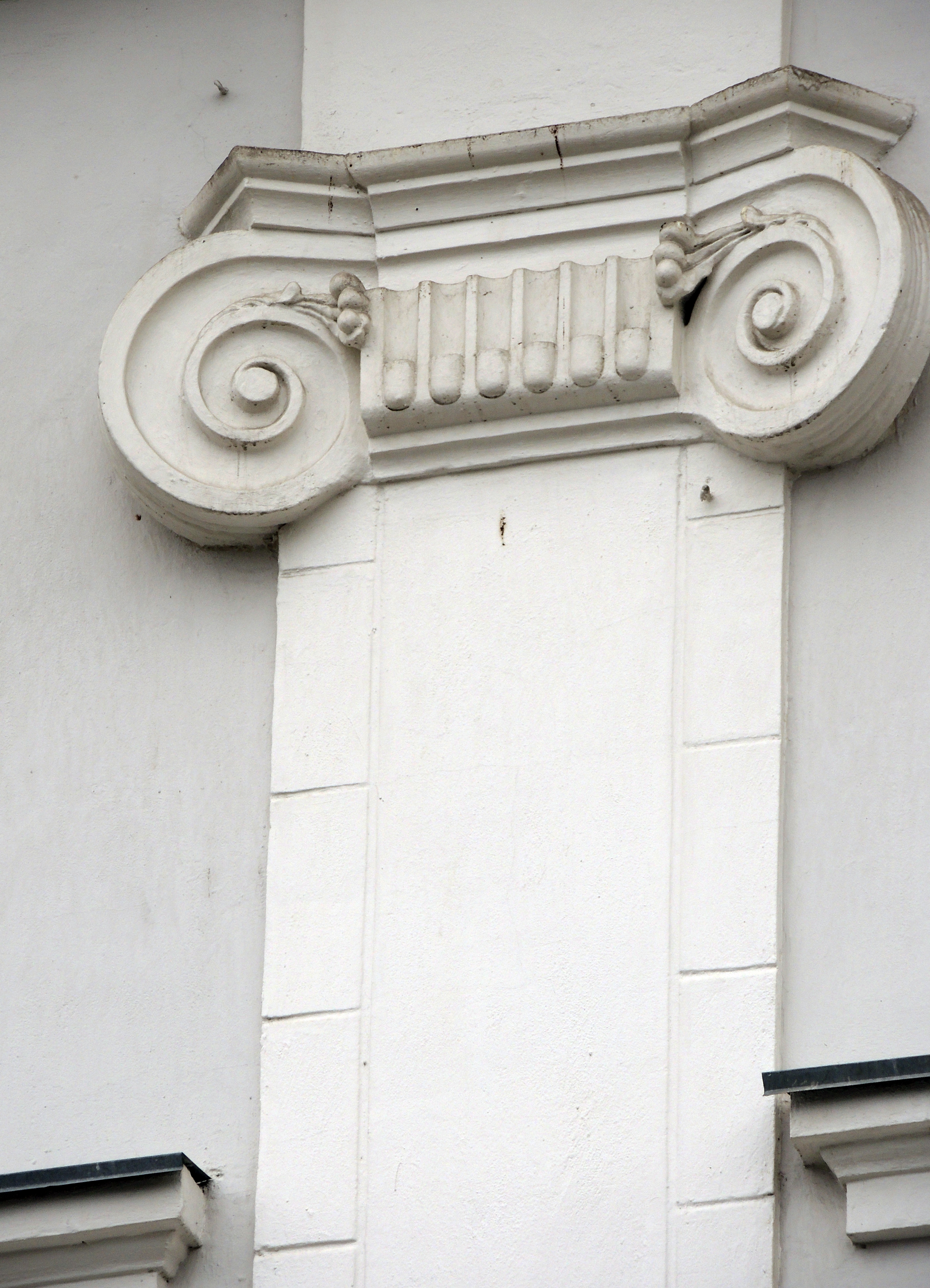
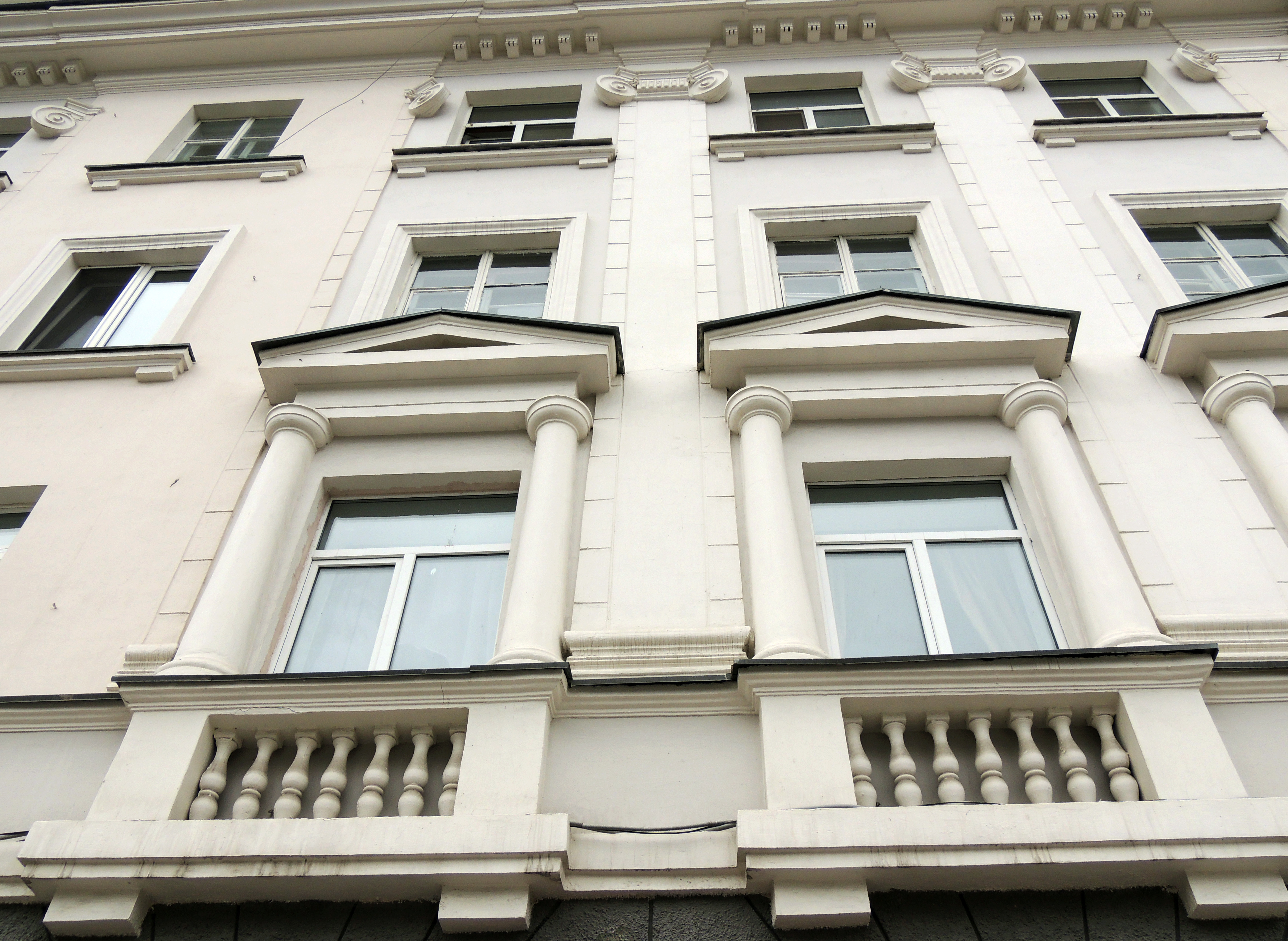
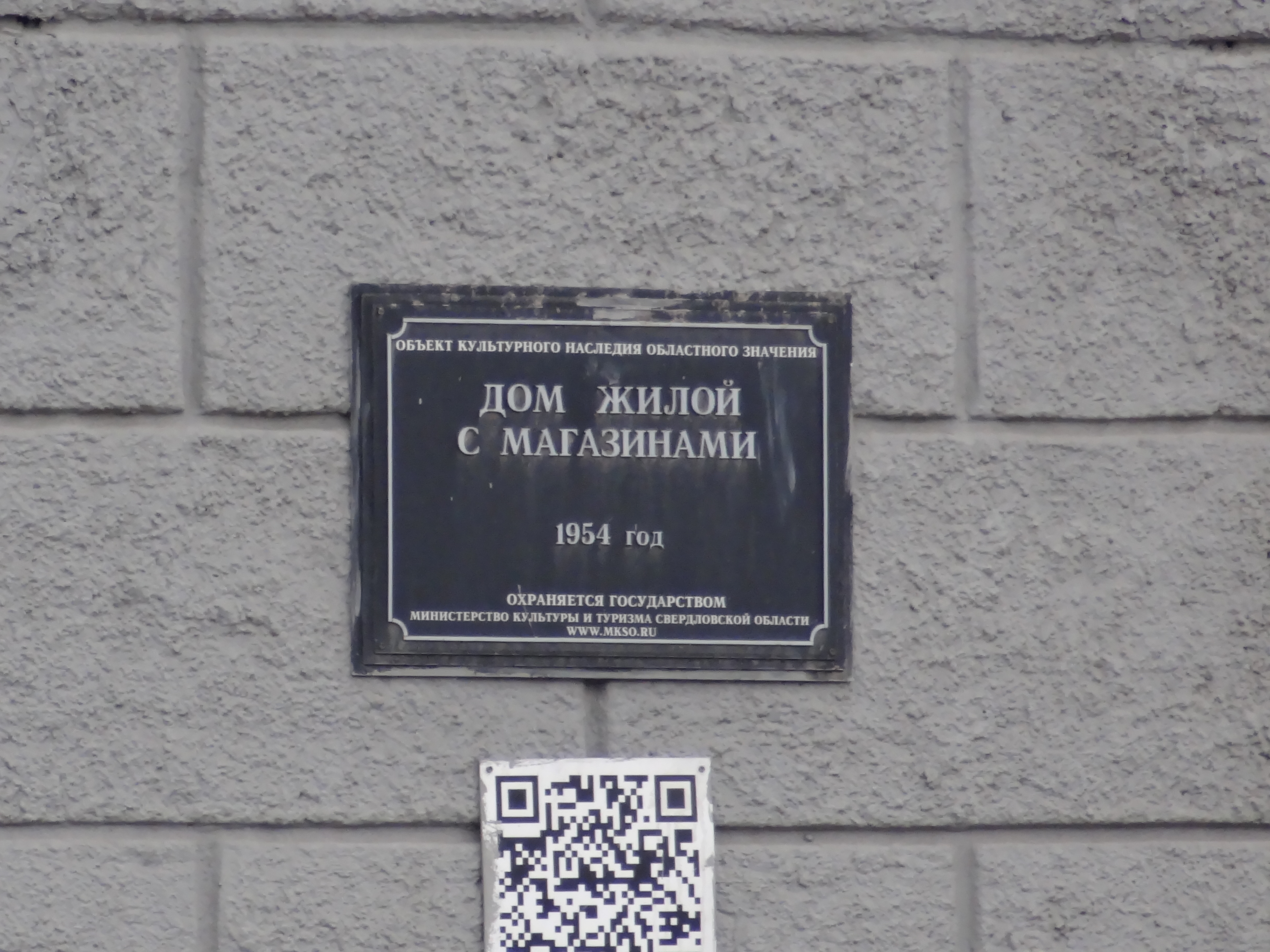
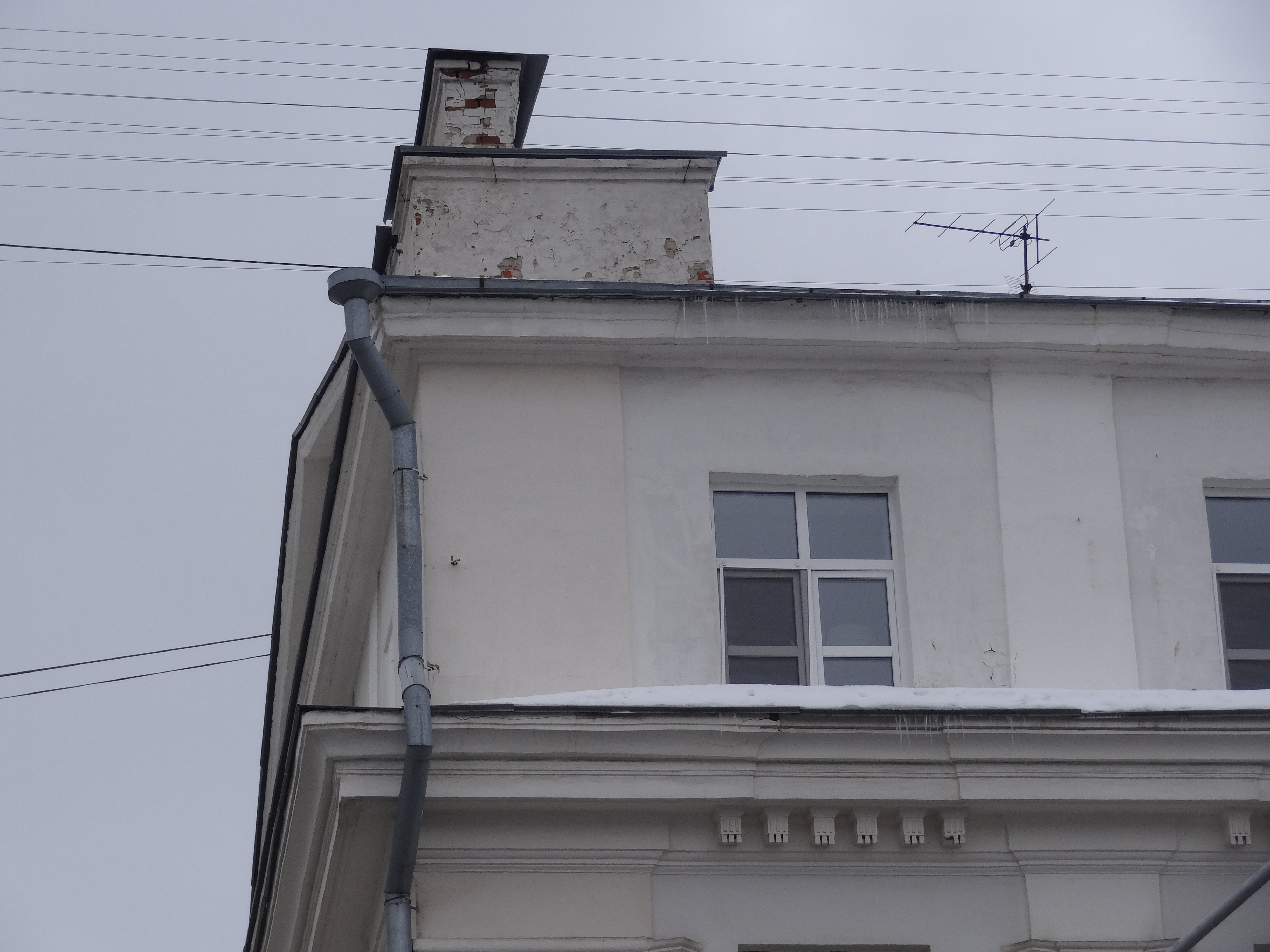